# Матю Фолоуил
Камерън Матю Фолоуил (на английски: Cameron Matthew Followill, роден на 10 септември 1984 г.), по-познат като Матю Фолоуил, е китаристът на американската музикална група Кингс ъф Лиън. Той е братовчед на другите членове на групата.

## Личен живот
Фолоуил е роден в семейство на евангелисти. Подобно на своите братовчеди Матю получава домашно образование без светска музика и пътува много. Напуска училище в 11-и клас, за да се занимава с музика, след като братовчедите му го поканват да се включи в тяхната група.
Фолоуил живее в Нашвил, Тенеси заедно със своята приятелка Джоана Бенет.